# Fiesta Rociera
Fiesta Rociera is het jaarlijkse feest van de grote Spaanse gemeenschap die oorspronkelijk na de Tweede Wereldoorlog naar Vilvoorde emigreerde. De feestelijkheden trekken bezoekers uit binnenland en omringende landen.
Fiesta Rociera wordt gevierd in de periode rond Pinksteren. Tot 2019 vond het evenement plaats op het Domein Drie Fonteinen, sinds 2023 is het Asiat Park de nieuwe stek.
Een op tien mensen die in het centrum van Vilvoorde wonen hebben de Spaanse nationaliteit en een nog groter aantal zijn tot Belg genaturaliseerde Spanjaarden. Om en nabij driekwart van de generatie Spanjaarden die nog in hun thuisland geboren zijn, zijn afkomstig van hetzelfde dorpje, namelijk Peñarroya-Pueblonuevo in Andalusië. 